# 아오오니 ver.2.0
《아오오니 ver.2.0》은 2015년에 공개된 일본의 영화로, 2014년에 개봉한 아오오니의 후속작이다.

## 같이 보기
- 아오오니
- 아오오니 (2014년 영화)
- 아오 오니 (2017년 영화)